# 齐门温特德布尔格
齐门温特德布尔格是德国巴登-符腾堡州的一个市镇。总面积5.05平方公里，总人口466人，其中男性239人，女性227人（2011年12月31日），人口密度92人/平方公里。